# Charlas
Charlas település Franciaországban, Haute-Garonne megyében. Lakosainak száma 253 fő (2022. január 1.). Charlas Saint-Pé-Delbosc, Blajan, Cardeilhac, Lespugue, Montgaillard-sur-Save, Saint-Lary-Boujean, Saman és Sarremezan községekkel határos.

## Népesség
A település népességének változása:
| Lakosok száma | 249  | 221  | 196  | 205  | 228  | 236  | 242  | 250  | 250  | 253  |
|               | 1968 | 1982 | 1990 | 2006 | 2013 | 2015 | 2017 | 2019 | 2020 | 2022 |